# (79896) Billhaley
(79896) Billhaley est un astéroïde de la ceinture principale.

## Description
(79896) Billhaley est un astéroïde de la ceinture principale. Il fut découvert le 20 janvier 1999 à l'observatoire Kleť par l'observatoire Kleť. Il présente une orbite caractérisée par un demi-grand axe de 2,68 UA, une excentricité de 0,12 et une inclinaison de 11,9° par rapport à l'écliptique.

## Compléments